# World Architecture Festival
Das World Architecture Festival (WAF) wird jährlich in Barcelona von EMAP veranstaltet, einer Mediengruppe, die auch andere Festival organisiert, darunter den World Retail Congress und das Cannes Lions International Advertising Festival. Das erste WAF fand im Oktober 2008 statt. Im Verlauf des Festivals wird auch ein Preis für das „Gebäude des Jahres“ verliehen.
2018 findet das WAF vom 28. bis 30. November im RAI Amsterdam statt.

## Gebäude des Jahres

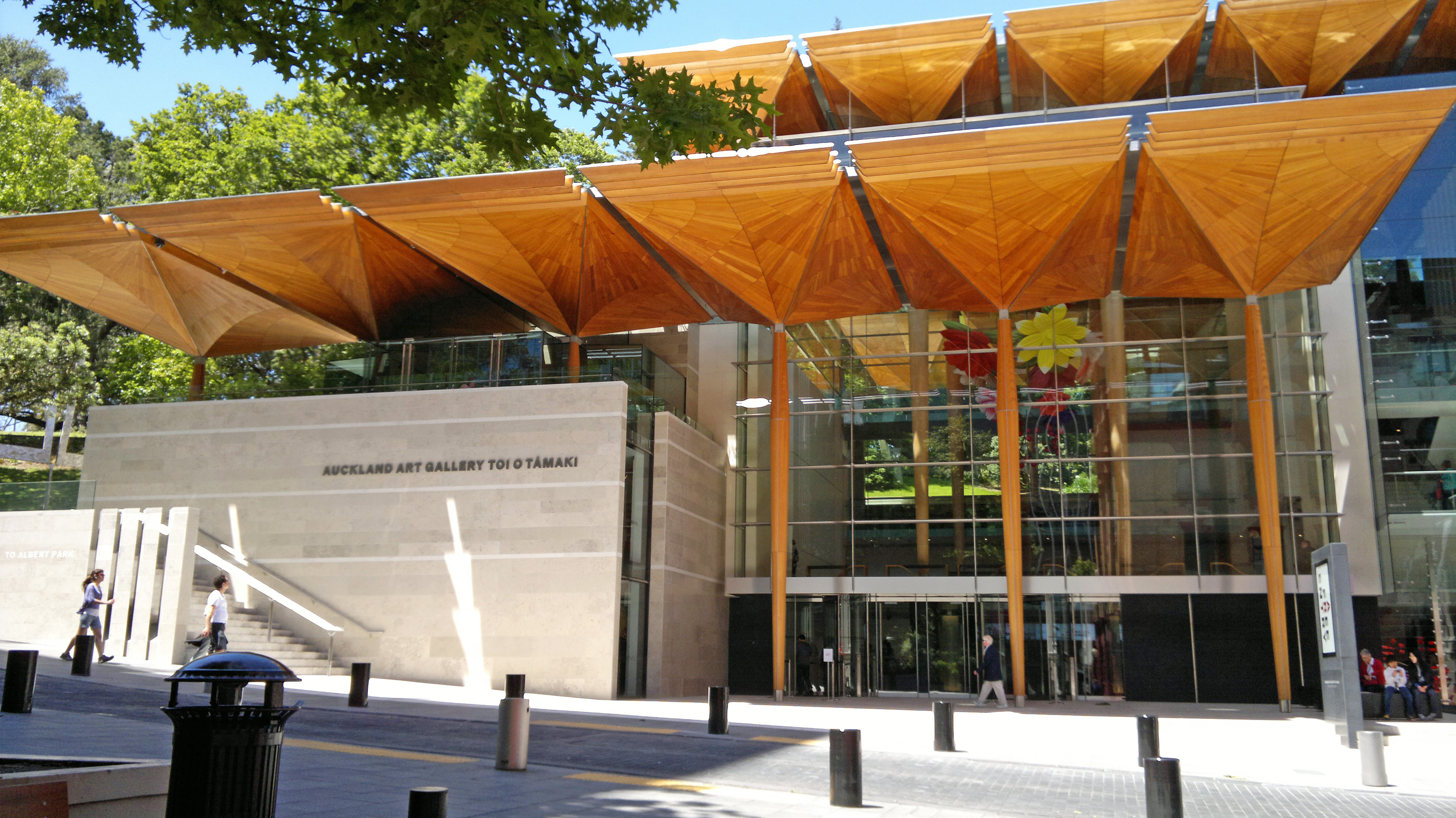
Auckland Art Gallery, Gebäude des Jahres 2013

- 2008 – Bocconi-Universität, Mailand (Grafton Architects)[1]
- 2009 – Interpretation Center im Mapungubwe-Nationalpark, Südafrika, Peter Rich Architects.[2]
- 2010 – MAXXI – Museo nazionale delle arti del XXI secolo in Rom (Zaha Hadid Architects).[3]
- 2011 – Media-ICT, Barcelona (Cloud 9)
- 2012 – Cooled Conservatories at Gardens by the Bay, Singapore (Wilkinson Eyre, Grant Associates, Atelier One und Atelier Ten.)
- 2013 – Auckland Art Gallery Erweiterung, FJMT und Archimedia

## Gewinner in den Kategorien

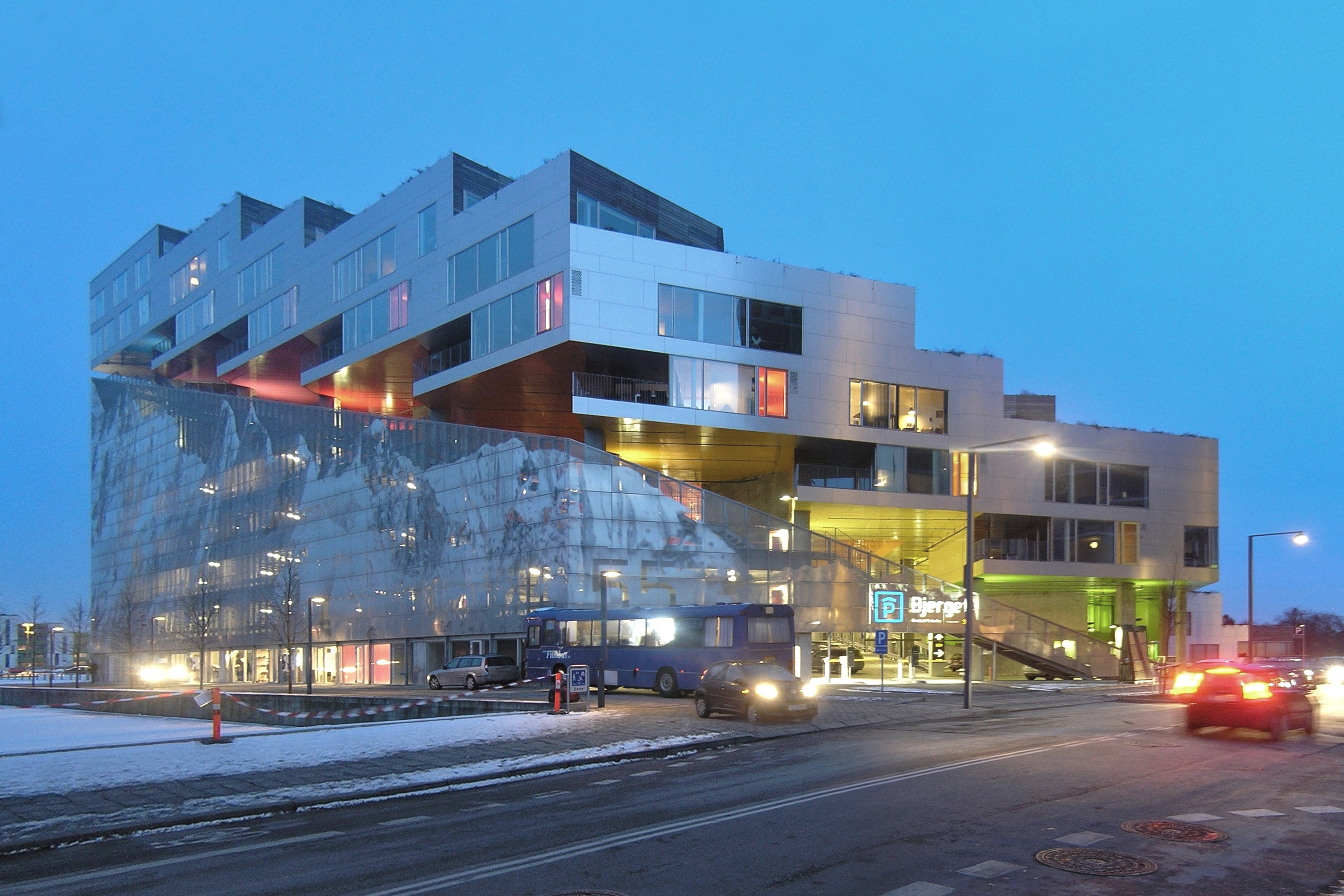
Mountain Dwellings, Dänemark (Bjarke Ingels Group), Sieger 2008 in der Kategorie Wohnen
Opernhaus Oslo, Norwegen, (Snøhetta, Sieger 2008 in der Kategorie Kultur)
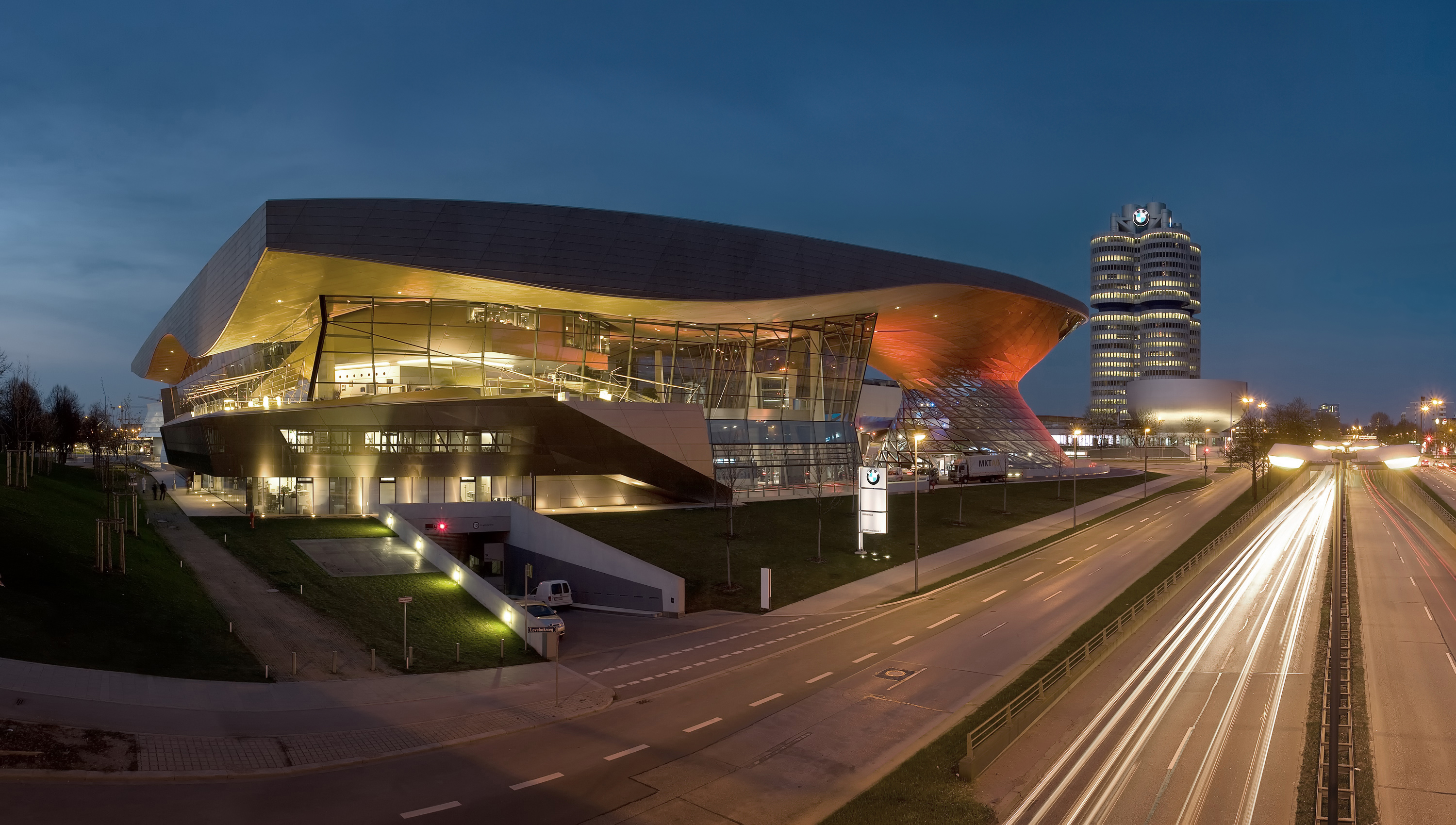
BMW Welt, München (Coop Himmelb(l)au, Sieger 2008 in der Kategorie Produktion)
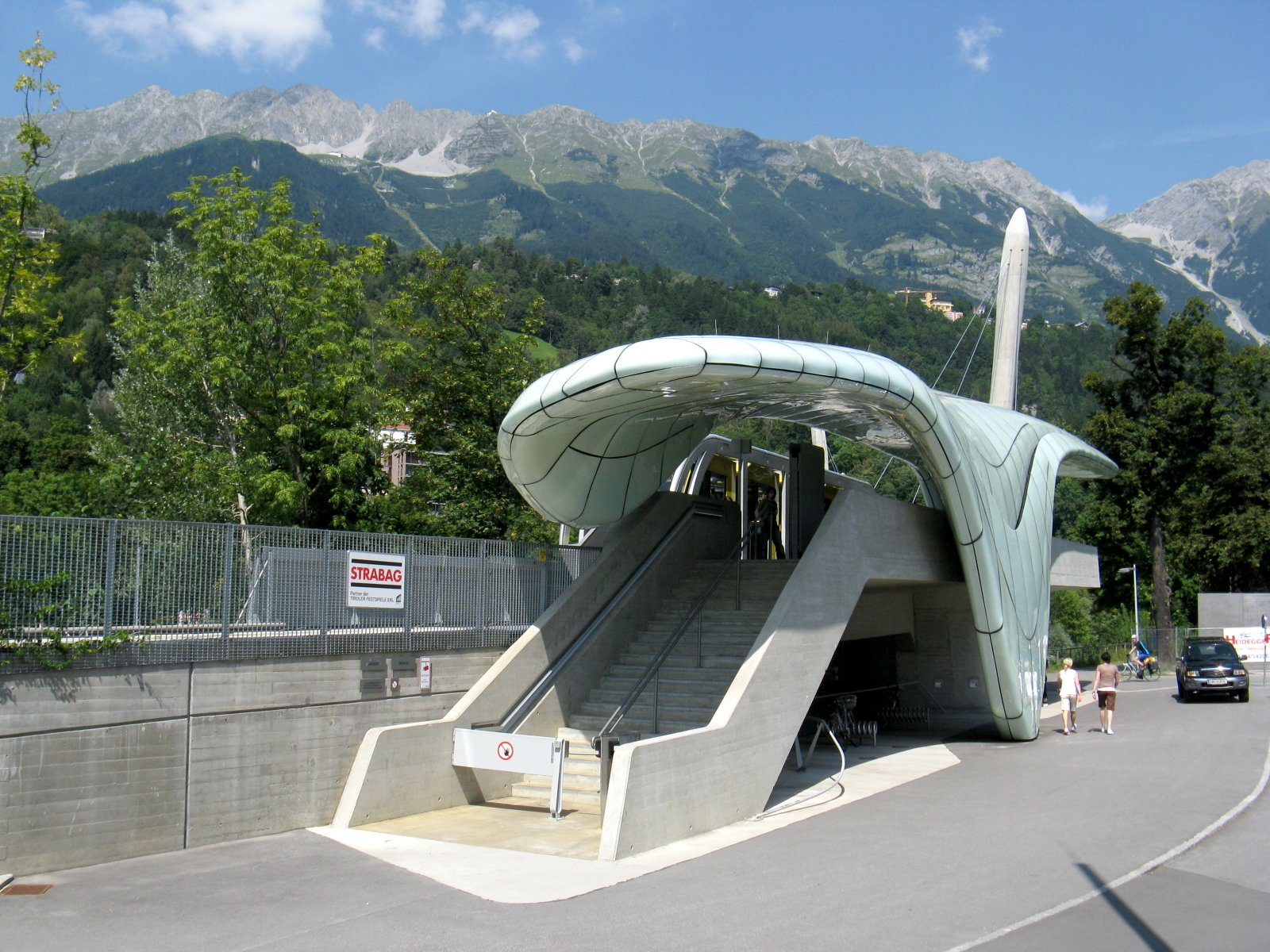
Nordpark Cable Railway Stations, Austria by Zaha Hadid Architects, Sieger 2008 in der Kategorie Verkehr
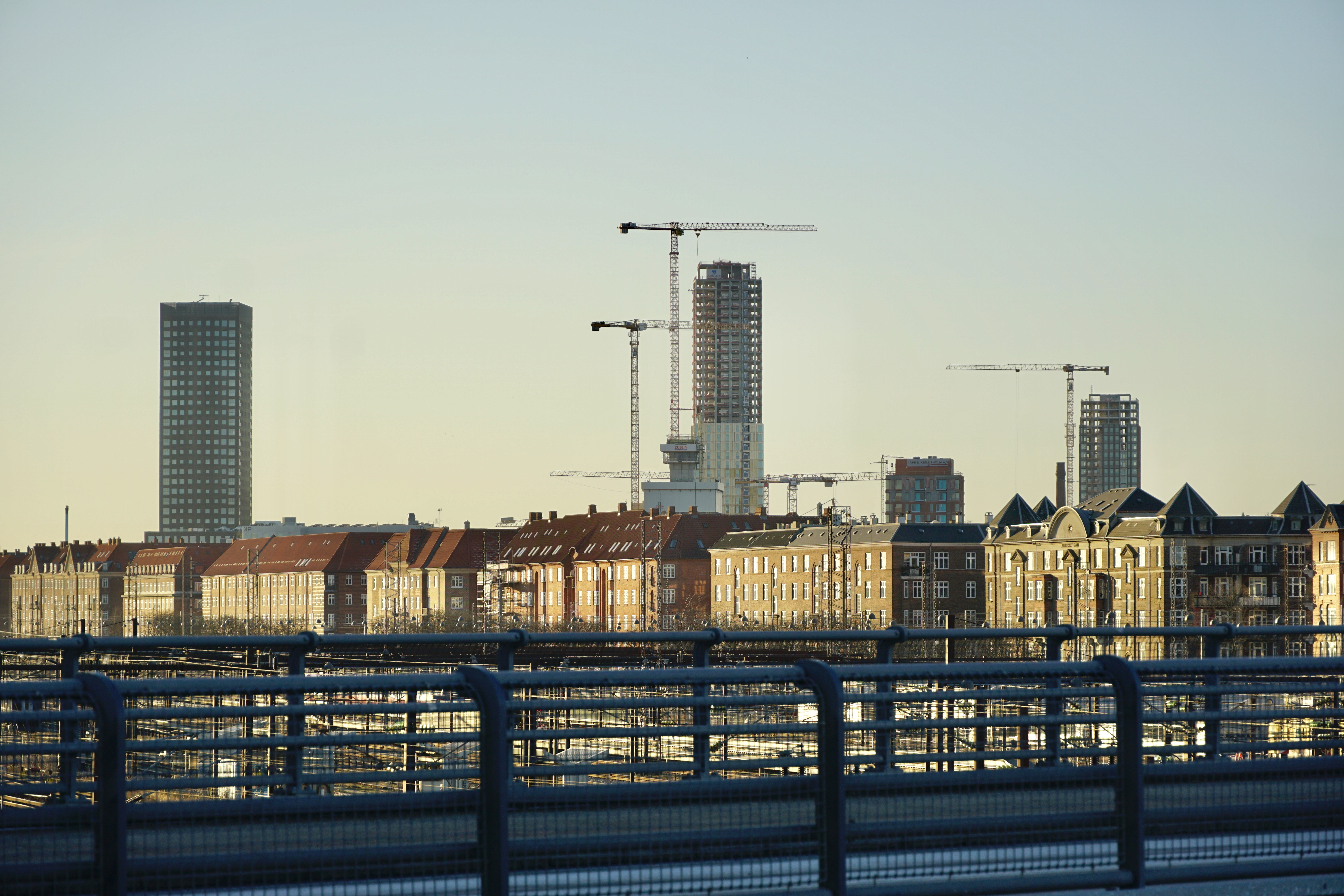
Hochhäuser in Carlsberg (Kopenhagen), bester Masterplan des Jahres für das dänische Büro Entasis
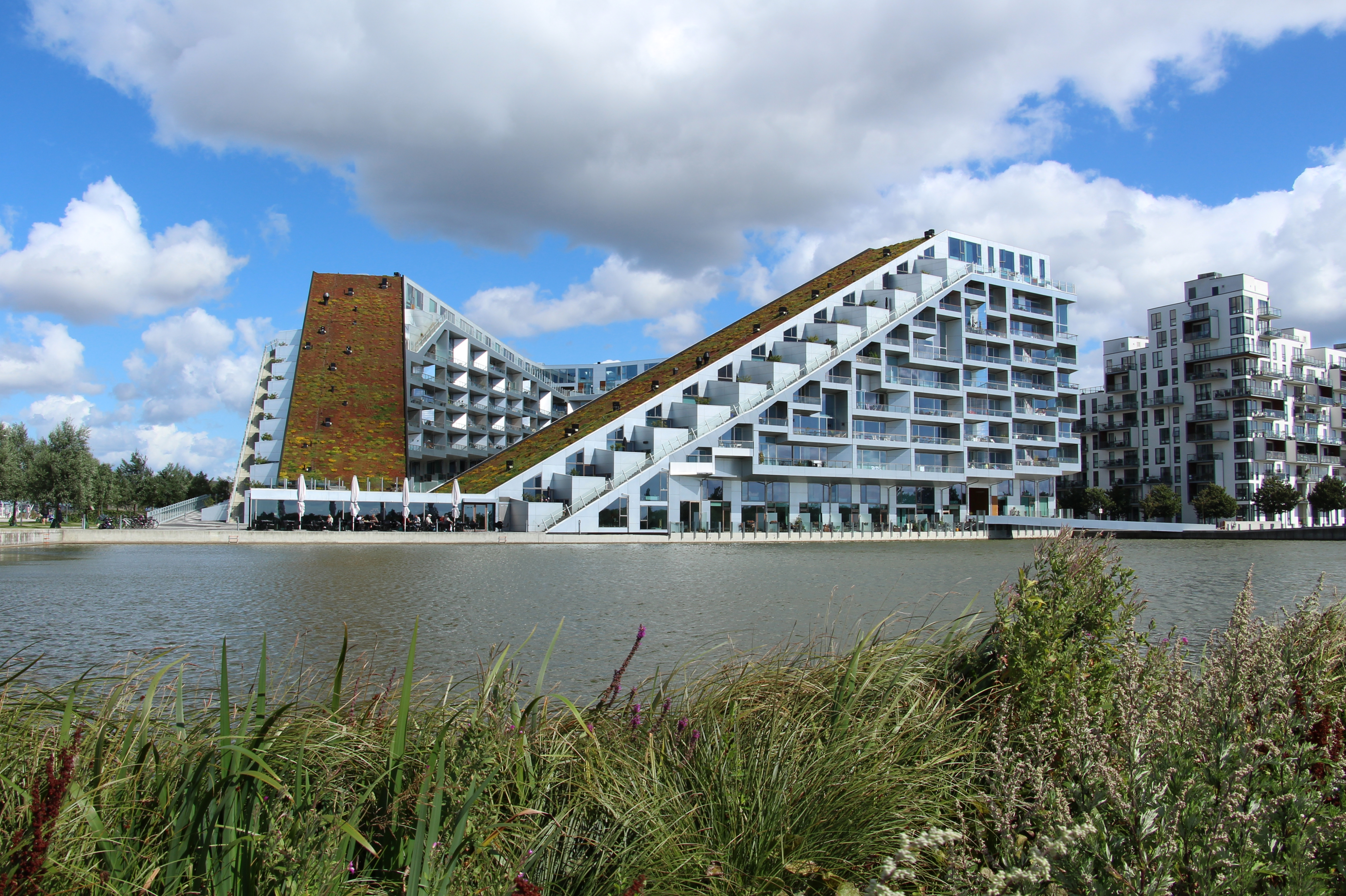
8 Haus, Dänemark, Bjarke Ingels Group, Housing Winner Award 2011

### 2009
- Civic and Community: Produkcija 004, Emergency Terminal, Zagreb, Kroatien
- Culture: Peter Rich Architects, Mapungubwe Interpretation Centre, Südafrika
- Display: Batlle & Roig Architects, Cages for Macaws, Spanien
- Health: Sordo Madaleno Arquitectos, Teleton Tampico, Mexiko
- Holiday: Murman Arkitekter ab, Restaurant Tusen, Ramundberget, Schweden
- House: McBride Charles Ryan, Klein Bottle House, Rye, Australien
- Housing: WOHA, The Met, Bangkok, Thailand, Singapur
- Landscape: Turen Design Institute, Adaptation Palettes, Pekin
- Learning: The Pearl Academy of Fashion, Morphogenesis, Jaipur, Indien
- New and Old: Perkins Eastman, USA (Architect), Choi Ropiha, Australien (Concept Architect), William Fellows/ PKSB(Plaza Architect), Dewhurst MacFarlane and Partners(Structural Engineer), TKTS Booth and the Redevelopment of Father Duffy Square, New York, USA
- Office: Behnisch Architekten, Unilever-Haus, Hamburg, Germany
- Production, Energy and Recycling:Rogers Stirk Harbour + Partners,Bodegas Protos winery, Spanien
- Shopping: Isay Weinfeld, Havaianas, São Paulo, Brasilien
- Sport: Allen Jack + Cottier, Berry Sports Hall, Australien
- Transport: WOHA, Bras Basah Mass Rapid Transit Station, Singapur

### 2008
- Civic: Buro II + CITIC ADI, GZBICC, Guangzhou Baiyun International Convention Centre, China
- Housing: Bjarke Ingels Group, Mountain Dwellings, Dänemark
- Culture: Snøhetta, Oslo Opera House, Norwegen
- Energy, Waste & recycling: Batlle & Roig Architects, Landscape Restoration of the Controlled Rubbish Dump "La Vall d'en Joan", Spanien
- Health: FAREstudio, Centre pour le Bien-être des Femmes et la prévention des mutilations génitales féminines 'G.Kambou', Burkina Faso
- Holiday: Bakker Boniface Haden Architects, Nk'Mip Desert Cultural CentreHotson, Kanada
- Learning: Grafton Architects, Universita Luigi Bocconi, Italien
- Nature: Weiss/Manfredi Architecture/Landscape/Urbanism, Olympic Sculpture Park, Seattle Art Museum, USA
- New and Old: Foster + Partners, Robert and Arlene Kogod Courtyard, Smithsonian Institution, USA
- Office: Sabbagh Arquitectos, Duoc Corporate Building, Chile
- Pleasure: 70F Architecture, Sheep Stable, Niederlande
- Production: Coop Himmelb(l)au, BMW Welt – Event, Exhibition and Automobile Delivery Centre, Deutschland
- Religion & Contemplation: Meixner Schlüter Wendt Architekten, Dornbuschkirche, Deutschland
- Sport: 3LHD Architects, Sports Hall Bale, Kroatien
- Shopping: Wingårdh Arkitektkontor, K:fem, Schweden
- Private House: Sou Fujimoto Architects, Final Wooden House, Japan
- Transport: Zaha Hadid Architects, Nordpark Cable Railway Stations, Österreich
- Student charrette: HafenCity University Hamburg